# Паул Зилински
Паул Зилински (20. новембар 1911 — 20. фебруар 1966) био је немачки фудбалер који је учествовао на Светском првенству у фудбалу 1934. године.
Зилински је одиграо 15 утакмица за репрезентацију Немачке средином 1930-их.